# Elisa Mainardi (calciatrice)
Elisa Mainardi (Pesaro, 11 novembre 1987) è una calciatrice italiana, centrocampista del Bologna.

## Palmarès
- Campionato italiano di Serie A2: 1

Riviera di Romagna: 2010-2011